# Хассан, Джамиль
Джамиль Хассан (араб. جميل حسن‎) — С 2009 года глава сирийского Управления разведки военно-воздушных сил. Близкий советник президента Башара аль-Асада. Один из должностных лиц, в отношении которых применены санкции Европейского союза за его действия против демонстрантов, участвующих в сирийском восстании. Согласно некоторым сообщениями, 26 августа 2012 года он был убит группировкой Бригады Ахфада аль-Расула. Однако в тот же день проправительственный телеканал Аль-Дунья опроверг эту информацию.
В конце 2016 года Хассан заявил прессе, что ситуация в Сирии оставалась бы под контролем, если бы с самого начала сирийский режим проявил большую жёсткость. В качестве примера он привел события на площади Тяньаньмэнь в 1989 году и резню в Хаме в 1982.

## Санкции
9 мая 2011 против Хассана были введены санкции Евросоюза за «причастность к насилию против гражданского населения» в ходе гражданской войны в Сирии.
29 июня 2011 года против него также были введены санкции США за участие в нарушении прав человека в Сирии.
В июне 2018 года Федеральная прокуратура Германии выдала международный ордер на арест Джамиля Хассана за «преступления против человечества».